# Colmena (Argentina)

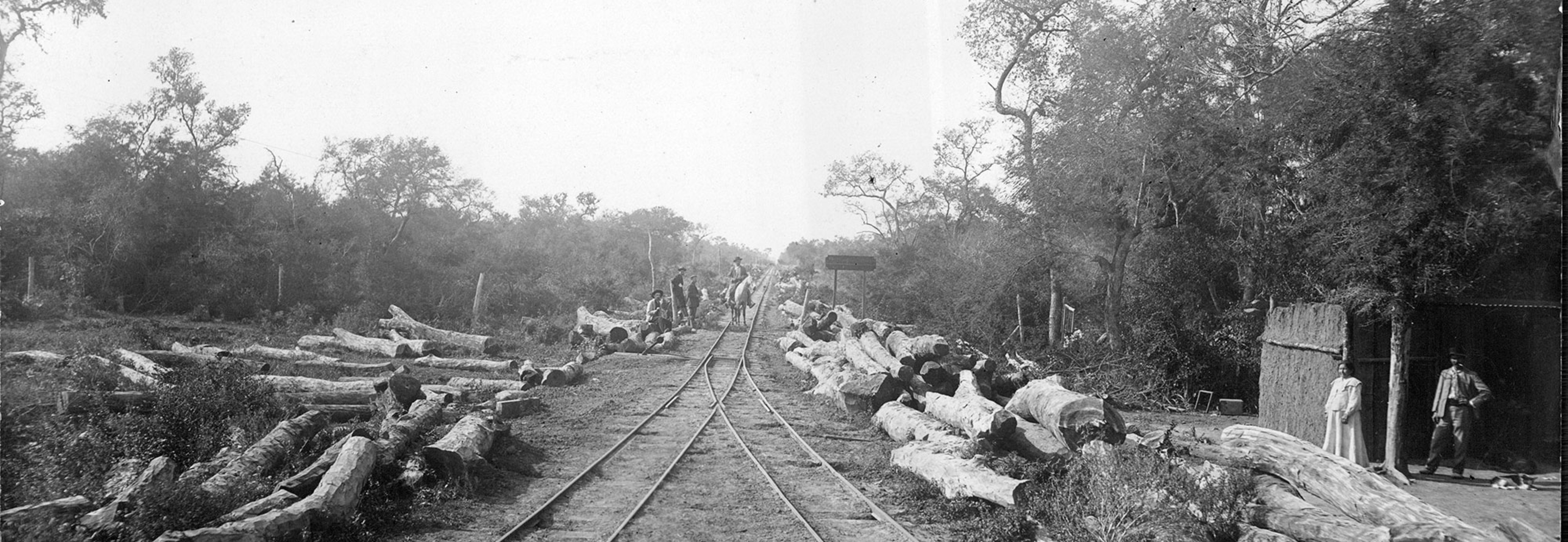
Ramal en Colmena. A los lados de las vías, los rollos de quebracho. Diciembre de 1908

Colmena es una localidad argentina ubicada en el departamento Vera de la provincia de Santa Fe. Se encuentra sobre la ruta provincial 3, 10 km al sur de Intiyaco, de la cual depende administrativamente.
El vínculo pavimentado con Intiyaco se inauguró en 2009, al mismo tiempo que se construía dicha ruta al Sur hacia Garabato. Cuenta con un puesto de salud.

## Población
Cuenta con 141 habitantes (Indec, 2010), lo que representa un incremento del 147% frente a los 57 habitantes (Indec, 2001) del censo anterior.
| Gráfica de evolución demográfica de Colmena entre 1991 y 2010 |
|                                                               |
| Fuente: Censos nacionales del INDEC                           |